# Мертен
Мертен (нід. Meerten) — селище в нідерландській провінції Гелдерланд. Входить до муніципалітету Бюрен. Перша згадка про селище датується 1145 роком під назвою Герардус-де-Мартен (нід. Gerardus de Marten).

## Галерея

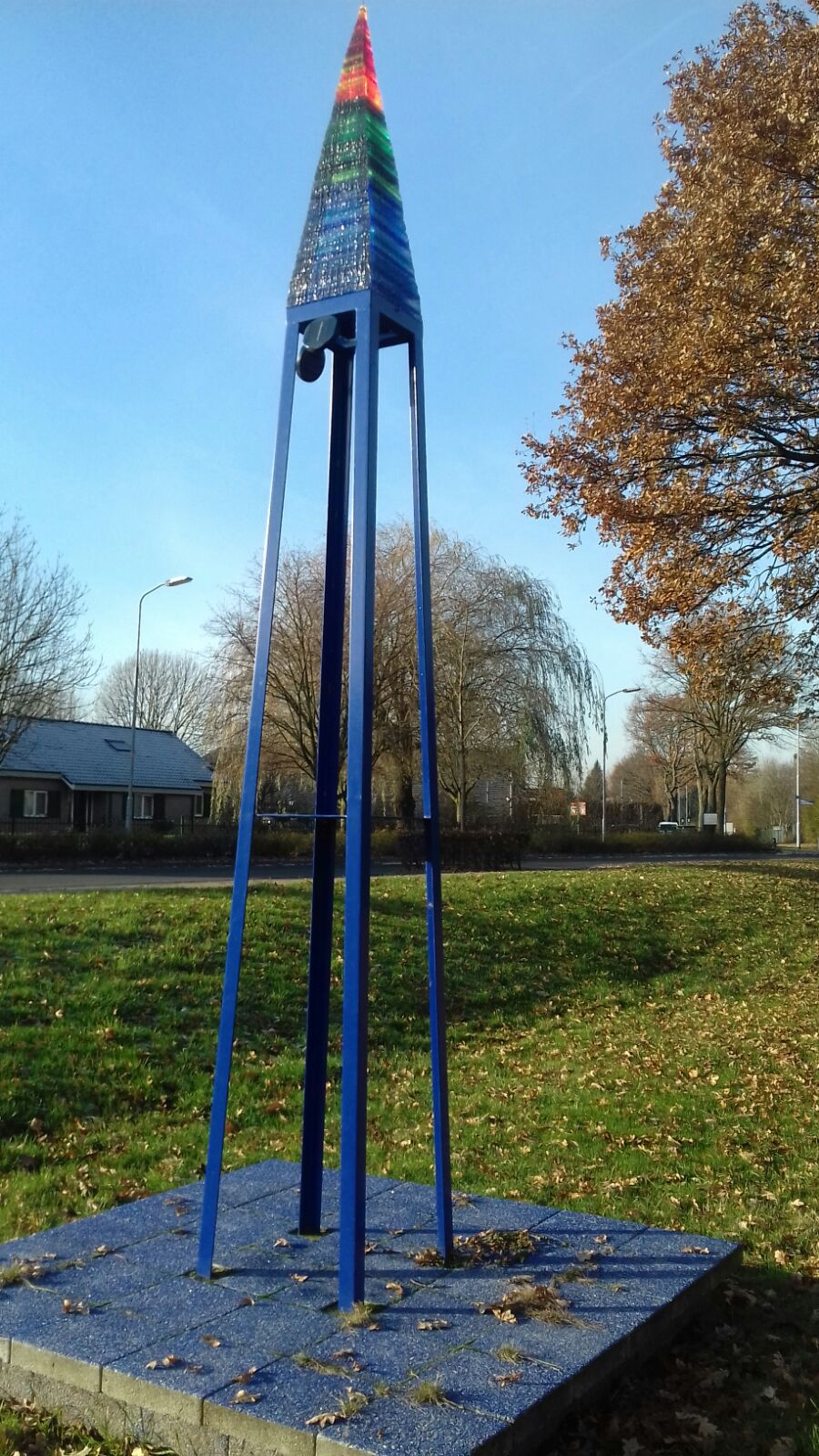
Арт-об'єкт у селищі